# Melanocarítids
Els melanocarítids (Melanocharitidae) són una família de petits ocells de l'ordre dels passeriformes, restringida als boscos de Nova Guinea. Els membres d'aquesta família van ser en el passat situats a la família dels dicèids, i els membres dels gèneres Toxorhamphus i Oedistoma van ser considerats melifàgids. La família està formada per quatre gèneres amb deu espècies.

## Llista de gèneres i espècies
Aquesta família és classificada en 4 gèneres amb 10 espècies:
- Gènere Melanocharis, amb 5 espècies.
- Gènere Rhamphocharis, amb una espècie: picabaies pintat (Rhamphocharis crassirostris).
- Gènere Oedistoma, amb dues espècies.
- Gènere Toxorhamphus, amb dues espècies.